# Conus bocagei
Conus bocagei é uma espécie de gastrópode do gênero Conus, pertencente a família Conidae.